# Bataille de Chios
Première Guerre crétoise
La bataille de Chios est une bataille navale ayant opposé les flottes de Philippe V et ses alliés à celles de Rhodes, Cyzique, Pergame et Byzance en 201 av. J.-C. durant la Première Guerre crétoise qui oppose la Macédoine à Rhodes de 205 à 200 av. J.-C. Livrée au large de l'île de Chios, elle voit la victoire de la flotte rhodienne.

## Déroulement
Le rapport de force entre la flotte macédonienne, composée d'environ 200 navires, et la flotte alliée, est d'environ 2 contre 1 en faveur des Macédoniens. La bataille commence par l'attaque d'Attale, commandant le flanc gauche, avançant sur le flanc droit de la flotte macédonienne, pendant que le flanc droit allié, commandé par Theophiliscus, attaque le flanc gauche macédonien. La flotte de Philippe V résiste aux assauts sur son flanc gauche et repousse même les Rhodiens. Theophiliscus, se battant sur son navire-amiral, est blessé à trois reprises mais réussit à rassembler ses hommes et à repousser les assaillants. Sur leur flanc gauche allié, les Rhodiens prennent le dessus et capturent le navire amiral de Philippe, tandis que son amiral, Démocratès, est tué dans la bataille.
Sur le flanc gauche allié, Attale remarque qu'un de ses navires est en train de se faire couler par l'ennemi et qu'un autre est en danger juste à côté. Il décide d'aller à leur secours avec quatre quadrirèmes et son navire-amiral. Philippe, dont le navire n'a pas encore pris part aux combats, voit qu'Attale s'éloigne du reste de ses troupes, se lance à sa rencontre avec quatre quinquerèmes et trois hemioliae. À l'approche de Philippe, Attale prend peur et fait demi-tour jusqu'à devoir accoster. Sur le pont de son navire, il disperse de l'argent, des robes de pourpre et d'autres objets de valeur, et se réfugie dans la cité d'Érythrées. Lorsque les Macédoniens accostent à leur tour, ils s'arrêtent pour ramasser le butin. Philippe, pensant qu'Attale est mort dans la poursuite, retourne à l'assaut du navire-amiral pergamien.
Entre-temps, la situation sur le flanc droit allié s'est renversée et les Macédoniens sont forcés de battre en retraite, laissant les Rhodiens tirer les navires endommagés à l'intérieur du port de Chios. L'aile gauche et le centre obligent également les Macédoniens à se retirer et rentrent à Chios sans dégâts.

## Conséquences
Cette bataille se révèle coûteuse pour Philippe V, dont 92 navires sont détruits et sept autres capturés. Du côté des alliés, les Pergamiens perdent trois navires détruits et un capturé, alors que les Rhodiens accusent trois navires coulés et aucun capturé. Au cours de la bataille, les Macédoniens perdent 6 000 rameurs ainsi que 3 000 marins, 2 000 autres hommes sont capturés. Les pertes alliées sont nettement moins importantes : les Pergamiens perdent 70 hommes, les Rhodiens 60 et, en tout, 600 hommes sont capturés. Cette défaite s'avère très coûteuse car elle décime la flotte macédonienne et épargne aux îles de l'Égée une autre invasion.

## Sources
Polybe, Histoires [détail des éditions] [lire en ligne], XVI.